# Вокруг ТВ
«Вокру́г ТВ» — российский интернет-телегид. Является лидером в рейтинге LiveInternet в категории «Телевидение».

## Описание
Создан в феврале 2009 года.
Входит в холдинг «Газпром-медиа» (с 2009 по 2011 годы — контрольный пакет, а с 2011 года — 100 % актив компании). Основателями «Вокруг ТВ» были совладельцы Next Media Group Вячеслав Камнев и Тимофей Бокарев. Юридическое лицо проекта — ООО «Вокруг ТВ».
«Вокруг ТВ» освещает события телевизионной индустрии, публикует интервью со звёздами телеэкрана, репортажи с мероприятий и съёмок, а также новости и анонсы предстоящих выпусков программ, шоу и сериалов.
«Вокруг ТВ» — это каталог с продуктами теле- и киноконтента, а также списком персон (актёры, режиссёры, продюсеры, представители шоу-бизнеса).
Партнёрами «Вокруг ТВ» являются российские телеканалы, онлайн-кинотеатры, киностудии и продакшны.
В апреле 2017 года «Вокруг ТВ» провёл ребрендинг. Ресурс представил обновлённый логотип и новый фирменный стиль. В рамках ребрендинга был также разработан новый дизайн сайта, который позволяет внедрить современные рекламные форматы. 
В 2017 году онлайн-телегид стал победителем «Премии Рунета» в номинации «Культура, СМИ и массовые коммуникации». Сайт был отмечен специальным призом за популяризацию отечественного кино в Интернете.
В декабре 2018 году «Вокруг ТВ» выпустил свой первый документальный фильм. Он получил название «Цвет настроения» и был посвящён Филиппу Киркорову.
С 22 марта 2024 года онлайн-телегид стал управляться издательским домом «Семь дней».
29 октября 2024 года было официально объявлено о том, что «Вокруг ТВ» теперь интегрировано в структуру объединённой редакции издательства «Семь дней».

## Руководство

### Генеральные директора
- Олег Баша (февраль 2009 — май 2011)
- Максим Фролов (2011 — 2016)
- Сергей Кузьмин (сентябрь 2016 — декабрь 2017)
- Алексей Федорко (декабрь 2017 — март 2024)
- С марта 2024 должность упразднена, управляется компанией АО «Издательство Семь Дней»

### Главные редакторы
- Илона Егиазарова (февраль 2009 — декабрь 2013, ноябрь 2021 — июнь 2024)
- с декабря 2013 по февраль 2016 должность была упразднена
- Алина Бавина (февраль 2016 — октябрь 2021)
- Анжелика Пахомова (с июня 2024)

## Аудитория
Аудитория портала насчитывает более 24 млн уникальных посетителей в месяц (Google Analytics за январь 2021) и 175 миллионов уникальных посетителей в год (Google Analytics за 2020 год), 70 % из которых — граждане Российской Федерации. По данным LiveInternet онлайн-телегид занимает первую строчку среди самых посещаемых сайтов в категории «Телевидение», а также входит в топ-50 крупнейших сайтов Рунета.

## Проекты
- «Вокруг кино» — рубрика на сайте «Вокруг ТВ», которая состоит из энциклопедии с карточками о фильмах, режиссёрах, продюсерах, актёрах и киногида с новостями о фильмах, звёздах и кинофестивалях, тематическими подборками[16][17].
- Шоу «Без вопросов» — еженедельные интервью со звёздами теле- и киноэфира, шоу-бизнеса, размещённые на партнерском хостинге Rutube. К декабрю 2021 года подготовлено более 140 выпусков[18]. Среди гостей отметились Юлия Пересильд, Джаник Файзиев, Юрий Стоянов, Семён Слепаков, Фанни Ардан, Мэттью МакКонахи, Карен Шахназаров, Максим Матвеев, Ольга Бузова и другие медийные лица.
- «Онлайн-трансляции» — «Вокруг ТВ» выступает партнёром общественно значимых теле- и кинособытий.
- SRSLY. В декабре 2019 года генеральным директором ООО «Вокруг ТВ» Алексеем Федорко была сформирована редакция нового проекта, получившего впоследствии название SRSLY[19]. 31 марта 2020 года он был запущен, и стал ресурсом о блогерах, инфлюенсерах, инсайдерах и новом образе жизни, где собраны новости из Instagram, TikTok, Telegram и энциклопедия блогеров.